# マクシム・シェフチェンコ
マクシム・イーゴレヴィチ・シェフチェンコ (ラテン文字: Maksim Igorevich Shevchenko、ロシア語: Максим Игоревич Шевченко、1980年3月27日- ) はカザフスタンの元プロサッカー選手である。シェフチェンコはカザフスタンとロシアの二重国籍を有している。2009年時点において、彼はFCカイラトでプレーしていた。現役時のポジションはMF。引退後はイリ＝サウレトにてコーチを務めている。

## 概要
シェフチェンコはKAMAZナーベレジヌイェ・チェルヌイ所属の1997年にロシア・プレミアリーグでプロデビューを果たした。また、FCチェルノモレツ・ノヴォロシースク時代にはUEFAカップ2001-02において2試合に出場している。